# EarthRights International
A EarthRights International (ERI) é uma organização norte-americana sem fins lucrativos de direitos humanos e meio ambiente fundada em 1995 por Katie Redford, Ka Hsaw Wa e Tyler Giannini.
Em abril de 2022, Marco Simons servia como o conselheiro-geral da EarthRights International.